# 陳文瑞
陳文瑞（1575年—1658年），字應萃，號同凡，福建泉州府同安縣人，祖籍河南汝寧府光州固始縣，明朝、南明政治人物。

## 生平
萬曆四十六年（1618年）戊午科福建鄉試舉人，天啟五年（1625年）乙丑科進士。授吳縣知縣，五年間在勤政愛民，包括疏通學宮前的河道、提拔解元沈幾與楊廷樞、勸阻朝廷在當地募兵。洞庭當地有稱「天罡」的人聯群作惡，他秘密緝捕歸案，黨羽散去。周順昌得罪宦官惹禍，義民顏佩韋等數萬人為其義憤毆打錦衣衛校尉，陳文瑞就護送周順昌出境，再捐出俸祿幫助對方。不久顏佩韋等為首五人被誅殺，他負責葬事並立石為記，號稱「五丈夫墓」，吳縣人稱許他有金剛手、菩提心之謠。因不願意逢迎上級致仕。隆武年間升吏部考功司郎中，八十四歲時去世。